# Nalagarh
Nalagarh es una ciudad y concejo municipal situada en el distrito de Solan,  en el estado de Himachal Pradesh (India). Su población es de 10708 habitantes (2011). Se encuentra a 95 km de Shimla.

## Demografía
Según el censo de 2011 la población de Nalagarh era de 10708 habitantes, de los cuales 5739 eran hombres y 4969 eran mujeres. Nalagarh tiene una tasa media de alfabetización del 90,03%, superior a la media estatal del 82,80%: la alfabetización masculina es del 93,07%, y la alfabetización femenina del 86,51%.